# Distretto di Pampas Grande
Il distretto di Pampas Grande è un distretto del Perù nella provincia di Huaraz (regione di Ancash) con 1.310 abitanti al censimento 2007 dei quali 412 urbani e 898 rurali.
È stato istituito fin dall'indipendenza del Perù.